# Sidney Molina
Sidney Molina (São Paulo, 27 de fevereiro de 1964) é um violonista, professor e crítico musical brasileiro. É fundador do Quaternaglia Guitar Quartet (QGQ), coordenador da Pós-Graduação em Violão: pedagogia e performance da Faculdade Santa Marcelina (FASM), em São Paulo, e crítico de música do jornal Folha de S. Paulo. Ao longo de 30 anos tem atuado como professor de instituições universitárias (nos níveis de graduação e pós-graduação) como FIAM-FAAM, Faculdade Santa Marcelina (em SP) e Instituto Estadual Carlos Gomes (IECG), em Belém (PA), e também como Musician-in-residence do Middlebury College, em Vermont (EUA). 

## Biografia
Molina estudou violão com Manuel Fonseca, Armando Vidigal e Edelton Gloeden, e harmonia, contraponto, análise e estética musical com Ricardo Rizek, em instituições como Conservatório Musical Paulistano, Fundação das Artes de São Caetano do Sul e Conservatório Brooklin Paulista. .
É bacharel em Filosofia pela USP (1987), mestre (2001) e doutor (2006) em Comunicação e Semiótica pela PUC-SP. Sua tese de doutorado foi "O violão na era do disco: interpretação e desleitura na arte de Julian Bream". 
Desde 2019 é Coordenador do curso de Pós-Graduação em Violão: pedagogia e performance da Faculdade Santa Marcelina (FASM-SP), no qual também ministra disciplinas sobre repertório e estética do violão. É professor (desde 1992) do Curso de Música do FIAM-FAAM (São Paulo) e criador de diversos cursos de música online, tais como "Uma história da música ocidental", "Fundamentos da Música Popular Brasileira", "MPB: manifestos e movimentos" e "Repertório do Violão" (ver: https://www.sidneymolina.com/), bem como de vídeos disponibilizados em seu canal no YouTube. Sua ampla atuação como professor abrange o Violão, a Música de Câmara, a Filosofia e a Estética Musical, a História da Música e a Música Brasileira. Desde 2000 é professor de violão do bacharelado do Instituto Estadual Carlos Gomes em Belém (PA),  e tem integrado (a partir de 2019) a Escola de Português do Middlebury College, em Vermont (EUA) como Músico-em-Residência, ministrando nos cursos de verão disciplinas que abordam a história e a cultura do Brasil a partir de sua música.
Como um dos fundadores do Quaternaglia Guitar Quartet, em 1992, participou de todas as formações, gravações, recitais, concertos com orquestras e turnês do grupo no Brasil, Estados Unidos, Austrália e Europa, o que inclui concertos em 17 estados brasileiros e 17 estados norte-americanos. Sua discografia inclui 10 CDs, 1 DVD gravado ao vivo e a participação como convidado em 6 CDs.  Recebeu o "Troféu Uirapuru" (1992), o "Ensemble Prize" do Concurso Internacional de Guitarra de Havana (1998) e o "Prêmio Carlos Gomes" da Secretaria da Cultura do Estado de São Paulo (1997). 
Em 2008 apresentou-se como solista e em duo com cantores brasileiros e japoneses no Suntory Hall, de Tóquio, em concerto comemorativo aos cem anos da imigração japonesa no Brasil. Coordena desde 2010 o “Concurso de Violão Souza Lima”, criado em 1990 por Henrique Pinto, e que em 2019 alcançou a sua 30ª edição ininterrupta, e tem ministrado palestras, master classes e integrado bancas a convite de instituições como Universidade de São Paulo, Universidade Yale (EUA), Jacobs School da Universidade de Indiana em Bloomington (EUA), Hunter College de Nova York (EUA), Universidade de Colúmbia e Conservatório de Coimbra (Portugal). 
Desde 2010 é crítico de música do jornal Folha de S. Paulo, veículo para qual já escreveu mais de 400 textos sobre concertos, shows, festivais, livros, filmes, CDs, óperas e espetáculos de dança. É autor dos livros Música Clássica Brasileira Hoje (Publifolha, 2010) e Mahler em Schoenberg: angústia da Influência na Sinfonia de Câmara n. 1 (Rondó, 2003).

## Discografia

### Discografia com o Quaternaglia
- Bellinati's Mosaic (2022)
- Down the Black River (2022)
- Four (2019)
- Xangô (2015)
- Jequibau (2012)
- Estampas (2010)
- Presença (2004)
- Forrobodó (2000)
- Antique (1996)
- Quaternaglia (1995)

DVD
Quaternaglia (2006)

### Discografia como convidado
- Mitología de la Aguas: ao vivo no Teatro Nacional de Havana com a Orquestra de Câmara de Havana dirigida por Leo Brouwer (2013)
- Movimento Violão - ao vivo (2011)
- Guitare Du XXIème Siècle: Eric Pénicaud (Quantum, 2010)
- 10 Anos de Violão Intercâmbio (GTR, 2004)
- Rumos Musicais - ao vivo - (Itaú Cultural, 1999)
- Universo Sonoro: Lina Pires de Campos (Régia Música, 1998)

## Livros
- Música Clássica Brasileira Hoje (Publifolha, 2010)
- Mahler em Schoenberg: angústia da influência na Sinfonia de Câmara n.1 (Rondó, 2003)